# Gérard de Faidit
Gérard de Faidit, parfois Gérard II Feydit, né à Muret , est un prélat français du XVe siècle, qui fut évêque de Montauban puis évêque de Couserans, dans l'actuelle Ariège. Sa date de naissance est inconnue.

## Biographie
Né à Muret, Gérard de Faidit, docteur en droit civil et canonique, est chanoine régulier de l'ordre de saint Augustin, à Toulouse.
Succèdant à Raymond de Bar mort en mars 1424, il est nommé évêque de Montauban par une bulle pontificale de Martin V en date du 1er juin 1424 et installé seulement en mai 1425 après une longue querelle qui l'avait opposé à Pierre Dolvin désigné par le chapitre de Montauban.
L’occupation anglaise durant la guerre de Cent Ans le met dans l’impossibilité de prendre possession de son siège, il nomme en conséquence deux vicaires généraux le 26 mai 1425 pour administrer le diocèse.
Par une bulle du 10 septembre 1425, il est transféré à l’évêché de Couserans, à Saint-Lizier où il succède à Jean de Fabri, mort en juillet 1425. Selon Devic et Vaissette, iI est mentionné dans l'acte de fondation du collège de Saint-Nicolas en Avignon en 1428.
Il est vivant en 1432, serait mort cette année là selon Catholic Hierarchy ou en 1459 selon les archives du diocèse de Montauban. 